# Exum-Gletscher
Der Exum-Gletscher ist ein kleiner Gletscher im westantarktischen Ellsworthland. In den Jones Mountains fließt er in nördlicher Richtung zwischen dem Hughes Point und dem Bonnabeau Dome.
Teilnehmer einer Expedition der University of Minnesota zu den Jones Mountains (1960–1961) kartierten und benannten ihn. Namensgeber ist der US-amerikanische Bergsteiger Glenn Exum (1911–2000), der neben dieser auch die Mannschaft der University of Minnesota der von 1961 bis 1962 dauernden Forschungskampagne im Fels- und Eisklettern trainiert hatte.